# Collegium 1704
Collegium 1704 er et tjekkisk barokorkester. Det er blandt verdens førende barokorkestre.[kilde mangler]
Orkestret spillede sine første koncerter i 2005 på foranledning af dirigenten og cembalisten Václav Luks og har siden udviklet sig til Tjekkiets og Europas førende barokorkester.
Fra starten spillede Collegium 1704 musik fra 16- og 1700-tallet: værker af Johann Sebastian Bach, Claudio Monteverdi, G. F. Händel, W. A. Mozart, og de tjekkiske komponister som Josef Mysliveček og Jan Dismas Zelenka. Gennem årene har Collegium 1704 samarbejdet med mange af tidens store internationalt kendte kunstnere inden for den tidlige musik som f.eks. Andreas Scholl, Anne Hallengerg, Bejun Mehta, Vivica Genaux, Philippe Jaroussky, Magdalena Kožená, Karina Gauvin og Anna Prohaska.
Collegium 1704 har udgivet CD- og DVD-indspilninger på Château de Versailles Spectacles, Accent, Naxos, og og så videre.
I 2017 dirigerede den danske dirigent Lars Ulrik Mortensen ensemblet i Prag og de spillede Bachs Johannespassionen.

## Diskografi
- Jean-Philippe Rameau: Les Boréades (Château de Versailles Spectacles, 2020)
- Jan Dismas Zelenka: Missa 1724 (Accent, 2020)
- Il giardino dei sospiri | Marcello, Vinci, Leo, Gasparini, Händel, sol. Magdalena Kožená (Accent, 2019)
- Georg Friedrich Händel: Messias (Accent, 2019)
- Johann Sebastian Bach: Oboe concertos et cantatas, sol. Anna Prohaska (Accent, 2018)
- Josef Mysliveček: Violin Concertos (Accent, 2018)
- Jan Dismas Zelenka: Sonatas ZWV 181 | a 2 oboi (violino) e 2 bassi obligati (Accent, 2017)
- Jan Dismas Zelenka: Missa Divi Xaverii ZWV 12, Litaniae de Sancto Xaveiro ZWV 156 (Accent, 2015)
- Johann Sebastian Bach: Messe h moll BWV 232 (Accent, 2013)
- Zelenka / Tůma (J. D. Zelenka: Sanctus et Agnus Dei, ZWV 34 & 36, F. I. A. Tůma: Stabat Mater) (Supraphon, 2013)
- Johann Sebastian Bach: Kantater, sol. Martina Janková (Supraphon: 2013)
- Jan Dismas Zelenka: Responsoria pro hebdomada sancta ZWV 55, Lamentatio Ieremiae Prophetae ZWV 53 (Accent, 2012)
- Jan Dismas Zelenka: Officium defunctorum ZWV 47 / Requiem ZWV 46 (Accent, 2011)
- Antonín Reichenauer: Concertos (Supraphon, 2010)
- Jan Dismas Zelenka: I Penitenti al Sepolcro del Redentore (Zig-Zag Territoires, 2009)
- Jan Dismas Zelenka: Missa votiva (Zig-Zag Territoires, 2008)
- Jan Dismas Zelenka: Composizioni per Orchestra (Supraphon, 2005)
- Jiří Antonín Benda: Harpsichord Concertos (ARTA Records, 2005)
- Henrico Albicastro: Concerti a quattro, op. 4 (PAN Classics, 2001)